# Hussey (cratera)
A cratera Hussey é uma vasta cratera de impacto no quadrângulo de Phaethontis em Marte, situada a nordeste da  cratera Brashear, a 53.8° latitude sul e 126.7º longitude oeste. O impacto gerou um arco de 99.71 km de diâmetro. Seu nome foi aprovado em 1973 pela União Astronômica Internacional, em honra ao astrônomo norte-americano William Hussey (1862 - 1926).